# Lojsta hed

Lojsta hed, eller Lojsthajd, är en skogstrakt som ligger främst i Lojsta socken, men även i Etelhems, Klinte och Fröjels socknar på mellersta Gotland. Området består främst av isälvslagrat grus och sand med tallhedsväxter. Där finns Gotlands högsta punkt, 82 (alternativt 81) meter över havet.
Det är bland annat känt för sina förvildade hästar, gotlandsrussen, som uppgår till cirka 50–80 stycken (läst 2024) beroende på säsong.